# Arthur Kopit
Arthur Kopit (New York, 10 maggio 1937 – New York, 2 aprile 2021) è stato un drammaturgo e sceneggiatore statunitense, noto soprattutto per aver scritto l'opera teatrale The Indians (1968).
Fu due volte candidato al Premio Pulitzer con Indians e Wings, e vinse tre volte il Tony Award con Indians (1970), Wings (1979), e Nine (1982). Vinse il Vernon Rice Award (ora chiamato Drama Desk Award) nel 1962 per la farsa Oh Dad, Poor Dad, Mama's Hung You in the Closet and I'm Feelin' So Sad e fu candidato per un altro Drama Desk Award nel 1979 per il dramma Wings.
Nine andò in scena nuovamente a Broadway nel 2003 con Antonio Banderas nel ruolo di Guido e vinse due Tony Awards, tra cui il miglior revival; nel 2009 Rob Marshall diresse il film Nine basato sul testo della canzone di Kopit.

## Biografia
Kopit frequentò l'Università di Harvard. Le sue prime opere furono messe in scena mentre era ancora uno studente presso lo stesso ateneo. Kopit insegnò alla Wesleyan University, alla Yale University e al City College di New York. Nel 2005 donò la sua biblioteca personale alla Biblioteca Fales a NY.

## Opere
- Chamber Music (1962 o 1965) -- Pubblicato nella collana "Chamber Music and Other Plays" che comprende Chamber music, The questioning of Nick, Sing to me through open windows, The hero, The conquest of Everest, The day the whores came out to play tennis
- Oh Dad, Poor Dad, Mama's Hung You in the Closet and I'm Feelin' So Sad (1963)
- Indians (1969), simultaneamente ad una revisione dei maltrattamenti nei confronti dei Nativi Americani da parte dei colonizzatori e una critica alla guerra del Vietnam; ispiro nel 1976 uno fil di Robert Altman chiamato "Buffalo Bill and the Indians", o "Sitting Bull's History Lesson".
- Wings (1978), una storia triste di un recupero di una persona colpita da ictus
- Nine (1982), un adattamento del film di Federico Fellini 8½
- Good Help is Hard to Find (1982)
- End of the World with Symposium to Follow (1984), una pungente inchiesta sulla corsa alle armi e la distruzione nucleare.
- Road to Nirvana (1991)
- Success (pubblicato in Plays in One Act, Ecco Press, 1991)
- Phantom (1992), una versione musicale di The Phantom of the Opera di Gaston Leroux.
- Y2K (2000)-- In seguito pubblicata sotto il titolo di BecauseHeCan

## Filmografia

### Televisione
- Il fantasma dell'Opera - miniserie televisiva, 2 episodi (1990)